# Maurice Massay
Maurice Massay (Seraing, 26 januari 1917 - Luik, 4 maart 1981) was een Belgisch syndicalist voor het ABVV.

## Levensloop
Hij groeide op in een socialistische familie.
Hij werd syndicaal actief tijdens de staking van 1936. Vervolgens was hij actief als syndicaal afgevaardigde bij de coopérative de Seraing. In 1939 werd hij gemobiliseerd voor het Belgisch leger naar aanleiding van de inval door het Duitse leger tijdens de Tweede Wereldoorlog en was hij actief op het front tijdens de Achttiendaagse Veldtocht. Hij werd gevangen genomen en verbleef samen met 65.000 andere Waalse krijgsgevangenen vijf jaar in Duitsland. Na de bevrijding werd hij opnieuw syndicaal actief en speelde hij een belangrijke rol in het tot stand komen van de Bond van Bedienden, Technici en Kaderleden (BBTK), de ABVV-vakcentrale voor bedienden.
In de jaren 50 spreekt hij zich in de koningskwestie uit tegen de terugkeer van Leopold III als koning en in de jaren 60 rolde hij in opdracht van André Renard de operatie 'Ville morte' uit waarbij de deuren van banken en warenhuizen gesloten bleven en waarbij witte steunbanden werden verdeeld onder de werknemers. Daarnaast was hij actief in de Mouvement populaire wallon (MPW). Hij was daarnaast algemeen secretaris van SETCA Luik-Huy-Waremme tot 1971, in deze functie werd hij opgevolgd door Urbain Destrée. Zelf volgde hij Oscar Leclercq op als BBTK-voorzitter Deze functie oefende hij uit tot 1977, hij werd zelf opgevolgd door François Janssens.